# Allosaurus lucasi
Allosaurus lucasi (gr. "lagarto extraño de Lucas") es una especie del género Allosaurus de dinosaurio terópodo alosáurido, que vivió a finales del período Jurásico, 152,1 y 145 millones de años, en el Kimmeridgiense y el Titoniense, en lo que hoy es Norteamérica. A. lucasi fue descrita a partir de YPM VP 57589, estos fósiles fueron recogidos por Joseph T. Gregory y David Techter en 1953 en el yacimiento Cañón de McElmo, en el Condado de Montezuma, Colorado, Estados Unidos y se conservan en el Museo Peabody de Historia Natural de la Universidad de Yale.